# Polymixis boursini
Polymixis boursini är en fjärilsart som beskrevs av Charles E. Rungs 1949. Polymixis boursini ingår i släktet Polymixis och familjen nattflyn. Inga underarter finns listade i Catalogue of Life.